# Sabre dit d'El Hadj Oumar Tall
Le sabre d'El Hadj Oumar Tall est un sabre d'origine française attribué à Oumar Tall.

## Histoire

### Origines
S'il est avéré que la lame du sabre a été fabriquée à Klingenthal vers le milieu du XIXe siècle, on ne sait pas comment il s'est retrouvé entre les mains du métallurgiste toucouleur qui a changé sa poignée. Il pourrait avoir été offert « par un militaire français à l’un des chefs toucouleurs » ou pris « par un Toucouleur sur un Français suite à un combat ». De même, on ignore s'il fut ensuite pris par l'armée française lors d'un combat ou offert par un des fils d'Oumar Tall au colonel Louis Archinard. L'hypothèse qu'il aurait appartenu au chef toucouleur est en revanche contestée : « Aucune source historique, locale ou européenne, ne fait la moindre allusion à un sabre européen qu’aurait possédé El Hadj Oumar Tall ».

### Retour en France
Il est offert en 1909 au musée de l'Armée par le général Achinard et rejoint les collections orientales.

### Restitution
À la suite de la déclaration d'Emmanuel Macron du 2 novembre 2017, « D’ici à cinq ans, je veux que les conditions soient réunies pour des restitutions temporaires ou définitives du patrimoine africain à l’Afrique », il est d'abord prêté au musée des civilisations noires de Dakar de décembre 2018 à octobre 2019, puis officiellement déposé pour cinq ans le 17 novembre 2019 par le Premier ministre français Édouard Philippe lors de sa visite officielle au Sénégal,,. En décembre 2020, le Parlement vote une loi autorisant la restitution du sabre et de son fourreau au Sénégal, le faisant de fait sortir des collections du musée de l'Armée.

## Description

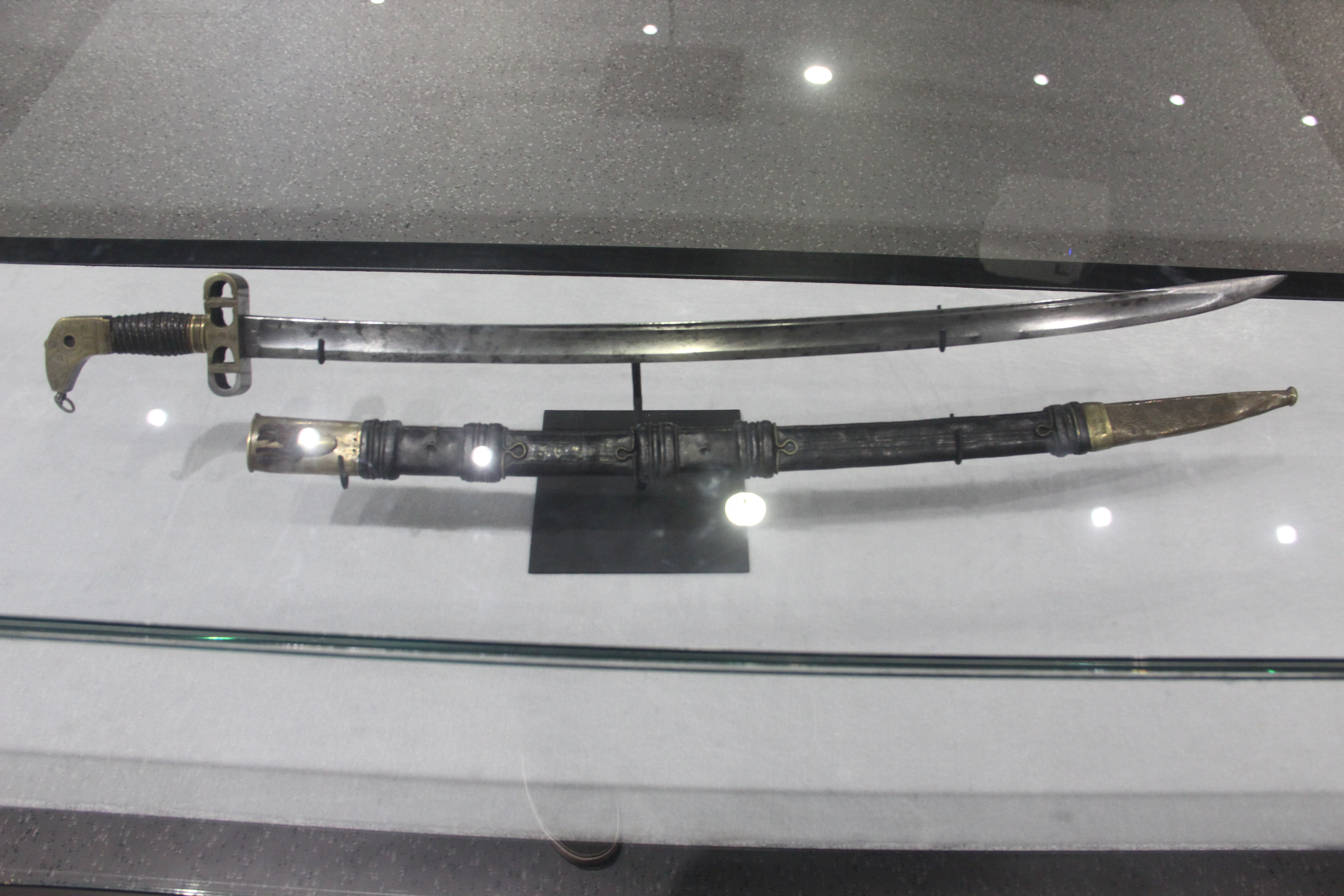
Le sabre avec son fourreau exposé au musée des civilisations noires de Dakar.

Le sabre est constitué d'une lame en acier de sabre d’officier d’infanterie modèle 1821, fabriquée à la manufacture d'armes blanches de Klingenthal, sur laquelle est montée une poignée en cuivre ciselé d'origine toucouleur. Il est accompagné d'un fourreau en cuir orné de laiton « typique des fourreaux d'armes blanches provenant de cette région d'Afrique de l'Ouest ».